# Obbligo di presentazione alla polizia giudiziaria
L'obbligo di presentazione alla polizia giudiziaria (anche noto come obbligo di firma) è una misura cautelare personale, coercitiva e obbligatoria, prevista e disciplinata dall'art. 282 c.p.p.

## Disciplina
Con il provvedimento che dispone l'obbligo di presentazione alla polizia giudiziaria, il giudice prescrive all'imputato di presentarsi a un determinato ufficio di polizia giudiziaria.
Il giudice fissa i giorni e le ore di presentazione tenendo conto dell'attività lavorativa e del luogo di abitazione dell'imputato.